# Миллер, Джереми
Дже́реми Ми́ллер (англ. Jeremie Miller; род. 7 апреля 1975, Каскейд, Айова) — создатель технологии Jabber и ведущий разработчик первого Jabber-сервера jabberd 1.0. Он начал работу над Джаббером в 1998 году. Также он написал на JavaScript один из самых первых ХМL-парсеров.
Впервые Джереми начал разрабатывать программное обеспечение дома, на ферме в Айове. Позже он поступил в Университет штата Айова, по специальности «Компьютерное и электротехническое проектирование» (Сomputer and electrical design), однако бросил учёбу в 1995 г., присоединившись к интернет-стартапу.
В дальнейшем Миллер, помимо Jabber, работал над самыми различными программными проектами; из числа недавних можно назвать систему под названием MicroID, которая должна упростить процесс идентификации авторов онлайновых публикаций или лиц, владеющих правами на контент, а также участие в новом проекте Джимми Уэлса, основателя Викиа и Википедии, по созданию открытого поисковика.
Джереми проживает в г. Каскейд, штат Айова, вместе с женой и тремя сыновьями.